# Monguel
Monguel (arabisch مونكل) ist eine Gemeinde in der Verwaltungsregion Gorgol von Mauretanien und Hauptstadt des Départements Monguel.

## Geographie
Der Hauptort der Gemeinde Monguel liegt 354 Kilometer südöstlich von Nouakchott auf etwa 41 m Meereshöhe im Südwesten des Landes südlich der mauretanischen Sahara in der Trockensavanne. Östlich des Hauptortes liegt das Bett des Wadi Tiângol Barkéwol, der 23 Kilometer weiter südlich im Gorgol mündet. Drei Kilometer südlich der Ortslage wurde ein knapp zweieinhalb Kilometer langer Damm durch sein Bett gezogen um die Sturzfluten nach gelegentlichen Regenfällen in voller Breite zur Grundwasseranreicherung aufzufangen.

## Bevölkerung
Die Bevölkerungszahl der Gemeinde hat in den Jahren 2000 bis 2023 von 4895 auf 7081 Einwohner zugenommen. Der Hauptort Monguel selbst hat 2266 Einwohner (2023). Daneben gibt es noch 16 andere bewohnte Orte.